# David Steward
David Lloyd Steward (nascido em 2 de julho de 1951) é um empresário bilionário americano. Ele é presidente e fundador da World Wide Technology, uma das maiores empresas de propriedade de afro-americanos na nos Estados Unidos.
Segundo a Forbes, em 2024 Steward era um de 13 bilionários negros do mundo. Ele ficou em 178º lugar na lista do Bloomberg Billionaires Index de bilionários americanos em 2024, com US$ 12,8 bilhões.

## Início da vida
Steward nasceu em Chicago, Illinois, filho de Dorothy Elizabeth Massingale, uma dona de casa, e Harold Lloyd Steward, um mecânico. Em 1953, sua família mudou-se para Clinton, Missouri . Quando criança, em Clinton, Steward enfrentou pobreza e discriminação racial.
“Lembro-me vividamente da segregação — escolas segregadas, sentar-se no topo no cinema, ser impedido de usar a piscina pública”, lembra ele, que estava entre um pequeno grupo de estudantes afro-americanos do ensino secundário que se entraram na piscina pública em Clinton em 1967.
Steward recebeu seu bacharelado em negócios pela Central Missouri State University em 1973.

## Carreira
Depois de se formar, David trabalhou na Wagner Electric como gerente de produção (de 1974 a 1975), como representante de vendas na Missouri Pacific Railroad Company (de 1975 a 1979) e como executivo de contas sênior na Federal Express (de 1979 a 1984), onde foi reconhecido como vendedor do ano e introduzido no hall da fama da empresa em 1981. Ele era dono da Transportation Business Specialists e da Transport Administrative Services nos anos anteriores a fundação da World Wide Technology. Ele também é fundador da Telcobuy, uma empresa global de tecnologia e gestão da cadeia de suprimentos.

### World Wide Technology
Em 1990, Steward fundou a World Wide Technology, uma integradora de sistemas. Em 1993, a empresa concentrou na implementação do imaging empresarial, serviços de conversão, e sistemas de telecomunicações.
Em 1999 World Wide Technology separou seu setor de telecomunicações para formar Telcobuy.com. Vendas para ambas as companhias continuou a crescer, embora os lucros tenham diminuido em 2002, devido aos efeitos da recessão tecnológica. Em 2003 os lucros reportados combinados ultrapassaram $1 bilhões, e Steward formou a World Wide Technology Holding Company como a companhia-mãe das duas firmas.
O ganho da World Wide Technology em 2018 foi estimado como sendo maior do que $11 bilhões, o que a põe como uma das maiores empresas privadas de St. Louis.

## Envolvimento comunitário
Steward já serviu em comitês como: Civic Progress of St. Louis; a St. Louis Regional Chamber and Growth Association; Missouri Technology Corporation, indicado pelo governador do Missouri; Webster University; BJC Health System; First Banks, Inc.; St. Louis Science Center; United Way of Greater St. Louis; The Greater St. Louis Area Council of Boy Scouts of America and Harris-Stowe State College African-American Business Leadership Council. Em 2011, Steward foi indicado pelo comitê de curadores da Universidade do Missouri pelo governador Jay Nixon, embora David abdicasse antes do fim de seu termo.
Steward serve no Conselho de Curadores da Washington University em St. Louis. Em 2019, ele apoiou uma medida na Missouri General Assembly que afetaria investigações Title IX em universidades. A medida foi iniciada por um lobista, que trabalhava para Steward no momento, e quem o filho foi expulso da Washington University por uma violação da lei Title IX.
Steward serviu como financista da Trust In Mission PAC, um super PAC que apoiava o Senador Tim Scott na campanha de 2024.

## Publicações
- Doing Business by the Good Book, "Fazendo negócios com o Bom Livro (Bíblia)", em tradução literal[16]